# Shochiku
La Shochiku Co. Ltd (松竹株式会社?, Shōchiku Kabushiki Gaisha) (TYO: 9601) è la più antica azienda giapponese con sede a Tokyo operante, principalmente, nel settore dello spettacolo come casa di produzione e distribuzione cinematografica, nonché nell'organizzazione di spettacoli teatrali del genere kabuki.

## Storia
L'azienda fu fondata nel 1895 dai fratelli Takejiro e Matsujiro Otani come società di produzione di spettacoli teatrali del genere kabuki. La denominazione fu scelta in base all'unione dei loro due nomi letti con il metodo On'yomi, ossia shō (松? pino) e chiku (竹? bambù). Nel 1920, grazie alla creazione di alcuni studi nel quartiere di Kamata, la Shochiku esordì nel campo della produzione cinematografica creando in breve uno star system con numerose attrici all'epoca popolari.
Inizialmente specializzatasi in film del genere Jidai-geki sul periodo Edo e in commedie (dirette da Keisuke Sasaki e dall'allora esordiente Yasujirō Ozu), a partire dagli anni trenta la Shochiku concentrerà la propria attenzione su film del genere shomin-geki diretti principalmente da Hiroshi Shimizu e Ozu. A quel periodo risale inoltre la produzione del primo film sonoro giapponese (1931) e il trasferimento degli studi da Kamata a Ofuna. Con l'avvento della seconda guerra mondiale la Shochiku produsse dei film a carattere nazionalistico per poi passare, al termine del conflitto, alle commedie o a drammi a tematica familiare: negli anni cinquanta, scongiurato il rischio di nazionalizzazione con il ritorno di Shiro Kido alla guida della società, la Shochiku arrivò a produrre oltre 100 film l'anno con Ozu, Noboru Nakamura (vincitore del Golden Globe per il miglior film straniero con Ventiquattro occhi) e Keisuke Kinoshita (che diresse Carmen se ne torna a casa, primo film giapponese a colori) come registi di punta della casa.
A partire dagli anni sessanta, periodo di crisi per il cinema giapponese che vide fallire alcune delle principali case di produzione, la Shochiku iniziò a diversificare la propria produzione nei generi cinematografici (mettendo sotto contratto registi di nuova generazione come Nagisa Ōshima e Masashiro Shinoda) arrivando anche a toccare numerosi generi (tra cui anche quello degli anime) ed intensificando l'attività di distribuzione estera dei propri film.

### Artisti correlati
- Yasujirō Ozu
- Kenji Mizoguchi
- Mikio Naruse
- Keisuke Kinoshita
- Yōji Yamada

### Altre case di produzione
- Daiei Motion Picture Company
- Toei Company
- Nikkatsu
- Toho